# Bernhard Daldrup (Politiker, 1956)

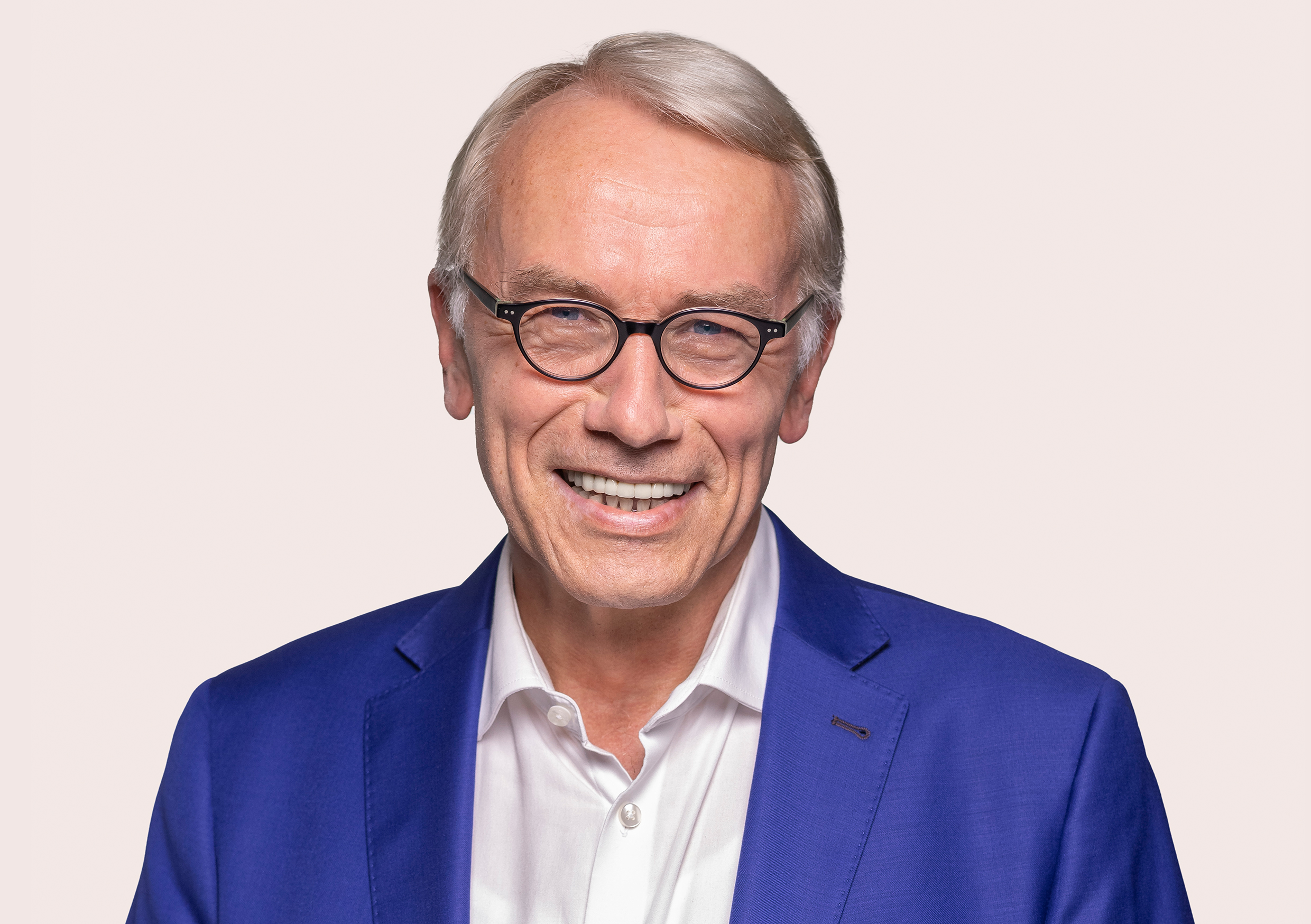
Bernhard Daldrup (2021)

Bernhard Daldrup (* 1. Juni 1956 in Sendenhorst) ist ein ehemaliger deutscher Politiker (SPD). Er war von 2013 bis 2025 Mitglied des Deutschen Bundestages und vertrat dort den Bundestagswahlkreis Warendorf. Er war Sprecher der SPD-Bundestagsfraktion im Ausschuss für Bau, Wohnen, Stadtentwicklung und Kommunen und Mitglied im Finanzausschuss. Außerdem war er in der Parlamentarischen Linken tätig.

## Leben
Daldrup erlangte im Jahr 1983 nach Studium der Politikwissenschaften, Philosophie und Germanistik an der Westfälischen Wilhelms-Universität zu Münster den Magister. Anschließend war er als Assistent zunächst der damaligen Justizministerin Inge Donnepp, später des Landtagsabgeordneten Günter Harms tätig. In den Jahren 1986 bis 1990 war er Lehrbeauftragter an der Fachhochschule für öffentliche Verwaltung Nordrhein-Westfalen. Von 1991 bis 2003 war er Leiter des Amtes für Stadtentwicklung und Wirtschaftsförderer der Stadt Beckum. Anschließend übte er von 2003 bis Mai 2021 die Rolle des Landesgeschäftsführers der Sozialdemokratischen Gemeinschaft für Kommunalpolitik Nordrhein-Westfalen (SGK NRW) aus. 
Bernhard Daldrup ist verheiratet und hat zwei Kinder.

## Politischer Werdegang
Daldrup ist seit 1975 Mitglied der SPD. Seit 2000 ist er Mitglied im SPD-Landesvorstand von Nordrhein-Westfalen, seit 2001 Vorsitzender des SPD-Unterbezirks Warendorf sowie des SPD-Münsterlandausschusses. Er war von 1979 bis 2004 Mitglied im Rat der Stadt Sendenhorst; von 1988 bis 2002 als Fraktionsvorsitzender der SPD-Fraktion. Er war außerdem von 1992 bis 2014 Mitglied des Regionalrats des Regierungsbezirks Münster (ehemals Bezirksplanungsrat) und dort ebenfalls Fraktionsvorsitzender der SPD-Fraktion im Regionalrat Münster. Die SPD nominierte ihn als Delegierten für die 14. und die 15. Bundesversammlung.
Daldrup kandidierte bei der Bundestagswahl 2013 im Wahlkreis Warendorf. Mit einem Stimmenanteil von 32 Prozent verfehlte er das Direktmandat gegenüber dem CDU-Bewerber Reinhold Sendker (51,3 Prozent) deutlich; er zog jedoch über die Landesliste in den Bundestag ein. Auch bei der Bundestagswahl 2017 und 2021 wurde er über die nordrhein-westfälische Landesliste der SPD in den Bundestag gewählt.
Im 18. Deutschen Bundestag war Daldrup ordentliches Mitglied im Finanzausschuss und stellvertretendes Mitglied im Ausschuss für Umwelt, Naturschutz, Bau und Reaktorsicherheit. Im März 2014 wurde Daldrup zum kommunalpolitischen Sprecher der SPD-Bundestagsfraktion gewählt.
Im 19. Deutschen Bundestag war Daldrup ordentliches Mitglied und Obmann der SPD-Bundestagsfraktion im Ausschuss für Bau, Wohnen, Stadtentwicklung und Kommunen, außerdem ordentliches Mitglied im Finanzausschuss und stellvertretendes Mitglied im Haushaltsausschuss.
Im 20. Deutschen Bundestag war Daldrup ordentliches Mitglied und Obmann im Ausschuss für Wohnen, Stadtentwicklung, Bauwesen und Kommunen sowie weiterhin ordentliches Mitglied im Finanzausschuss und stellvertretendes Mitglied im Haushaltsausschuss.
Ab März 2014 war er Sprecher der Arbeitsgruppe Kommunalpolitik der SPD-Bundestagsfraktion; ab April 2018 zusätzlich Sprecher der Arbeitsgruppe Bau, Wohnen, Stadtentwicklung und Kommunen.
Bei der Bundestagswahl 2025 trat er nicht erneut an.